# Super Collider
Super Collider — четырнадцатый студийный альбом американской метал группы Megadeth, выпущенный 4 июня 2013 года на собственном лейбле Дэйва Мастейна Tradecraft после окончания контракта с Roadrunner Records. Это последний альбом, в записи которого принимают участие Крис Бродерик и Шон Дровер. В 2014 году они покидают коллектив.

## Об альбоме
Super Collider был выпущен двумя изданиями: стандартным и эксклюзивным, особенностью которого являлось наличие 3 дополнительных песен: «All I Want», «A House Divided», «Countdown to Extinction». Это первый альбом группы после So Far, So Good… So What!, содержащий кавер. Super Collider был прохладно встречен критиками, однако занял 6 место на американском чарте Billboard 200. В записи песен  «Dance in the Rain» и «Forget To Remember» принял участие вокалист группы Disturbed, Дэвид Дрейман.
На передней стороне обложки изображена изменённая фотография части Большого адронного коллайдера, а на обратной стороне изображён маскот группы — Вик Раттлхэд, показанный как робот, на фоне разрушенного города.

## Список композиций
| №                   | Название                                    | Автор(ы)                           | Длительность |
| ------------------- | ------------------------------------------- | ---------------------------------- | ------------ |
| 1.                  | «Kingmaker»                                 | Дэйв Мастейн, Дэвид Эллефсон       | 4:16         |
| 2.                  | «Super Collider»                            | Мастейн                            | 4:11         |
| 3.                  | «Burn!»                                     | Мастейн                            | 4:11         |
| 4.                  | «Built for War»                             | Мастейн, Шон Дровер, Крис Бродерик | 3:57         |
| 5.                  | «Off the Edge»                              | Мастейн                            | 4:11         |
| 6.                  | «Dance in the Rain» (вокал Дэвида Дреймана) | Мастейн                            | 4:45         |
| 7.                  | «Beginning of Sorrow»                       | Мастейн, Эллефсон, Бродерик        | 3:51         |
| 8.                  | «The Blackest Crow»                         | Мастейн                            | 4:27         |
| 9.                  | «Forget to Remember»                        | Мастейн                            | 4:28         |
| 10.                 | «Don’t Turn Your Back…»                     | Мастейн                            | 3:47         |
| 11.                 | «Cold Sweat» (кавер песни Thin Lizzy)       | Фил Лайнотт, Джон Сайкс            | 3:10         |
| Общая длительность: | Общая длительность:                         | Общая длительность:                | 45:14        |

| №   | Название | Автор(ы)                                    | Длительность |
| --- | --- | ------------------------------------------- | ------------ |
| 12. | «All I Want» (присутствует на всех версиях альбома, содержащих бонус-треки)                                                | Мастейн                                     | 2:53         |
| 13. | «A House Divided» (присутствует на всех версиях альбома, содержащих бонус-треки)                                           | Мастейн, Джонни Кей                         | 4:04         |
| 14. | «Countdown to Extinction» (исполнялся вживую на концерте в Помоне; присутствует только на японских и эксклюзивных версиях) | Мастейн, Эллефсон, Марти Фридман, Ник Менца | 4:22         |

## Участники записи
- Дэйв Мастейн — вокал, гитара, акустическая гитара и слайд-гитара
- Крис Бродерик — гитара, акустическая гитара, бэк-вокал
- Дэвид Эллефсон — бас-гитара, бэк-вокал
- Шон Дровер — ударные, перкуссия

### Приглашенные участники
- Боб Финдли — горн в «A House Divided»
- Дэвид Дрейман — вокал в «Dance in the Rain» и «Forget To Remember»
- Чжао Яо  — виолончель в «Dance in the Rain»
- Том Каннингем — фиддл в «The Blackest Crow»; скрипка в «Dance in the Rain»
- Брайан Костелло, Шон Костелло и Мэри Кейт Петерсон из Shannon Rovers Irish Pipe Band[англ.] — волынка в  «Built for War»
- Электра Мастейн — бэк-вокал в «Forget to Remember» и «Beginning of Sorrow»
- Сара Фелпс — бэк-вокал в «Beginning of Sorrow»
- Уилли Джи — приглашенный спикер